# エバルス
株式会社エバルスは、メディパルホールディングスグループの一社で、広島県広島市南区に本社を置く医薬品・医療機器の卸売会社で、中国地方全域で展開している。

## 沿革
- 1657年（明暦 3年） - 創業。
- 1950年（昭和25年） 4月 - 株式会社林源十郎商店として会社設立。
- 1964年（昭和39年） 2月 - 林薬品株式会社に商号変更。
- 1997年（平成 9年）10月 - 林薬品と広島市のオーク薬品が合併。現社名に商号変更。
- 2000年（平成12年） 7月 - 動物薬部門を完全分離。完全子会社として岡山市にエバルスアグロテックを設立。
- 2000年（平成12年）11月 - 東京都のクラヤ三星堂（現・メディセオ）、福岡市のアトルと業務・資本提携。
- 2002年（平成14年） 1月 - 本社を現在地に新築移転。
- 2002年（平成14年）10月 - 子会社だったエヌケー産業をエバルスオーディエスに社名変更。
- 2003年（平成15年） 2月 - 広島市の倉庫を隕石が直撃。広島隕石と名付けられる。
- 2004年（平成16年） 4月 - 株式交換制度によりクラヤ三星堂の完全子会社となる。
- 2004年（平成16年） 6月 - クラヤ三星堂から広島・岡山両県の営業権を譲受。
- 2005年（平成17年）10月 - メディセオホールディングスがメディセオ・パルタックホールディングスに商号変更。
- 2006年（平成18年）10月 - 薬粧部門を大阪市のパルタック（現・PALTAC）へ譲渡。
- 2009年（平成21年）10月 - メディセオ・パルタックホールディングスがメディパルホールディングスに商号変更。
- 2010年（平成22年） 4月 - 子会社のエバルスアグロテックが丸善薬品に吸収合併され消滅。同時に丸善薬品はアトルから動物用医薬品等卸売事業を引き継ぎ、MPアグロに商号変更する。

## 事業所一覧
- 広島県 - 本社、広島支店、広島西支店、呉支店、東広島支店、福山支店、三原支店、三次支店、尾道支店、広島物流センター
- 岡山県 - 岡山本社、岡山支店、倉敷支店、津山支店、笠岡支店、高梁支店、備前支店、岡山御津物流センター
- 島根県 - 松江支店、出雲支店、浜田支店、益田支店
- 鳥取県 - 米子支店、倉吉支店、鳥取支店
- 山口県 - 山口支店、岩国支店、萩支店、周南支店、下関支店、宇部支店

## 主な取引メーカー
- 武田薬品、第一三共、アステラス製薬、大塚製薬、エーザイ